# Tikka

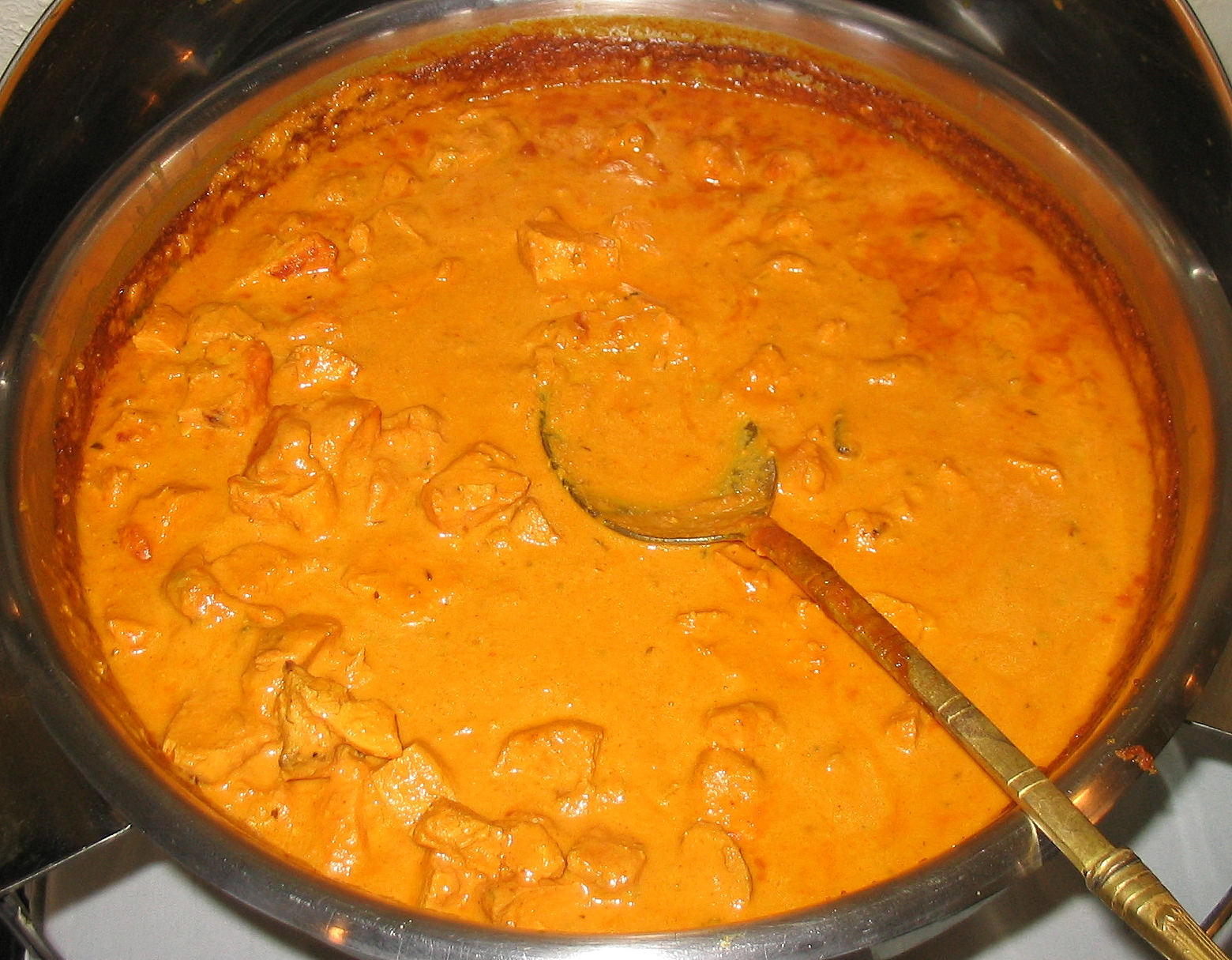
Kip tikka Masala

Tikka is een term uit de Indiase keuken. Het verwijst naar stukjes gemarineerd vlees, zoals karbonade of kip (Chicken Tikka Masala), dat is gebakken of geroosterd. Er bestaan ook vegetarische varianten.